# Elezioni generali ad Antigua e Barbuda del 2023
Le elezioni generali ad Antigua e Barbuda del 2023 si sono tenute il 18 gennaio per il rinnovo della Camera dei rappresentanti. In seguito alla tornata elettorale, il Partito Laburista ha mantenuto la maggioranza alla Camera, e Gaston Browne è stato riconfermato Primo ministro per un terzo mandato.

## Sistema elettorale
I 17 membri della Camera dei rappresentanti sono eletti in collegi uninominali con un sistema maggioritario a turno unico.

## Risultati
| Partito Laburista                                  | 20 052 | 47,06 | 9  |  |  |  |  |  |  |
| Partito Progressista Unito                         | 19 267 | 45,22 | 6* |  |  |  |  |  |  |
| Indipendenti                                       | 2 202  | 5,17  | 1  |  |  |  |  |  |  |
| Movimento del Popolo di Barbuda                    | 624    | 1,46  | 1  |  |  |  |  |  |  |
| Alleanza Nazionale Democratica                     | 466    | 1,09  | –  |  |  |  |  |  |  |
| Totale                                             | 42 611 | 100   | 17 |  |  |  |  |  |  |
|                                                    |        |       |    |  |  |  |  |  |  |
| Voti non validi                                    | 238    | 0,56  |    |  |  |  |  |  |  |
| Votanti                                            | 42 849 | 70,34 |    |  |  |  |  |  |  |
| Elettori                                           | 60 916 |       |    |  |  |  |  |  |  |
|                                                    |        |       |    |  |  |  |  |  |  |
| Fonte: Commissione elettorale di Antigua e Barbuda |        |       |    |  |  |  |  |  |  |

*Il 15 luglio 2024 il deputato Anthony Smith ha rassegnato le dimissioni da membro dal Partito Progressista Unito (United Progressive Party, UPP), dichiarandosi indipendente, ma passando di fatto tra le file della maggioranza del Partito Laburista (ABLP). Il giorno seguente ha giurato al cospetto del governatore Rodney Williams quale nuovo ministro dell'agricoltura, della pesca e della blue economy, diventando il primo deputato indipendente della storia di Antigua e Barbuda a ricevere un incarico in governo.